# Onthophagus evae
Onthophagus evae là một loài bọ cánh cứng trong họ Bọ hung (Scarabaeidae).